# Adjievtsi
Adjievtsi (en macédonien Аџиевци) est un village de l'ouest de la Macédoine du Nord, situé dans la municipalité de Mavrovo et Rostoucha. Le village comptait 149 habitants en 2002.

## Démographie
Lors du recensement de 2002, le village comptait :
- Macédoniens : 150
- Turcs :